# Château de la Serrée (Côte-d'Or)
Le château de la Serrée  est un château moderne situé à Mesmont en Bourgogne-Franche-Comté.

## Localisation
Le château de la Serrée se situe à la limite orientale de Mesmont, entre le village et Prâlon.

## Historique
En 507-523, Eustade de Mesmont est chargé par l'évêque Grégoire de la garde  du tombeau de Saint Bénigne. En 1160, négociations entre  Eudes II et  l'abbaye Saint-Bénigne de Dijon au sujet Mémont. En 1257, l'abbaye remet Mesmont au duc Hugues à qui Guillaume de Montagu abandonne "le tertre et le puy" de Mesmont en 1260. En 1774, l'abbé Courtépée écrit : on y voit encore quelques restes du vieux château dont les seigneurs sont connus dès le VIe siècle, puisque Saint Seine, mort en 580, était fils du comte de Mesmont. En 1780 le domaine revient à Just Rameau, parent du célèbre compositeur, qui y construit une demeure moderne et y implante un jardin exceptionnel.

## Architecture
Le château de la Serrée est une grande bâtisse comportant un sous-sol, un étage et un étage de combles sous toit à longs pans couvert de tuiles plates. Il possède une vieille ferme avec écuries, une chapelle, un lavoir et un pigeonnier. 
La chapelle en totalité, le parc enclos, ses dépendances, son réseau hydraulique et ses promenades hors-murs, les façades et les toitures de la maison de maître, de la ferme et de ses dépendances sont inscrits aux monuments historiques par arrêté du 19 août 2016. Les jardins et le parc, avec leurs dépendances sont classés par arrêté du 12 octobre 2022.

## Jardins
Le jardin, entretenu jusqu’aux années 1980 avant d’être délaissé, renaît avec ses propriétaires actuels. Dans le verger, on cultive d’anciennes variétés d’arbres fruitiers[réf. souhaitée].
Ce sont des jardins à la française d'environ 2 hectares en paliers avec bassins alimentées par une source, vergers, chartreuses, vallon romantique, grottes, lavoir ou pigeonnier.
Les jardins ont obtenu le label jardin remarquable.